# 北海道道290号追分停車場線
北海道道290号追分停車場線（ほっかいどうどう290ごう おいわけていしゃじょうせん）は、北海道勇払郡安平町内を結ぶ一般道道（北海道道）である。

## 概要

### 路線データ
- 起点：北海道勇払郡安平町追分中央（JR北海道 室蘭本線・石勝線 追分駅）
- 終点：北海道勇払郡安平町追分本町3丁目（北海道道226号舞鶴追分線交点）
- 路線延長：0.8km（総延長）

## 歴史
- 1957年（昭和32年）7月25日 - 241号として路線認定[1]。
- 1994年（平成6年）10月1日 - 路線番号を290号に変更[2]。

この路線の前身は、1925年（大正14年）7月2日に認定された準地方費道104号追分停車場線である。

## 地理

### 通過する自治体
- 胆振総合振興局
  - 勇払郡安平町

### 交差する道路
安平町
- 北海道道226号舞鶴追分線 - 追分本町3丁目（終点）

### 沿線にある施設など
安平町
- JR北海道 室蘭本線・石勝線 追分駅 - 追分中央
- ホテル渡辺 - 追分本町3丁目